# Una ragazza dal corpo caldo
Una ragazza dal corpo caldo (Någon att älska) è un film del 1971, diretto dal regista Joseph W. Sarno.
Il film è il sequel di Inga - Io ho voglia....